# گوستاوو کینتروس
گوستاوو کینتروس (اسپانیایی: Gustavo Quinteros‎؛ زادهٔ ۱۵ فوریهٔ ۱۹۶۵) بازیکن سابق و مربی فوتبال اهل بولیوی-آرژانتین است.
از باشگاه‌هایی که در آن بازی کرده‌است می‌توان به باشگاه فوتبال استرونگست، باشگاه ورزشی سن لورنسو آلماگرو، و باشگاه فوتبال آرژانتینوس جونیورز اشاره کرد.
وی همچنین در تیم ملی فوتبال بولیوی بازی کرده‌است.